# Rosetta
Rosetta este un sat din provincia Kwazulu-Natal, Africa de Sud.